# Vladimir Havsky

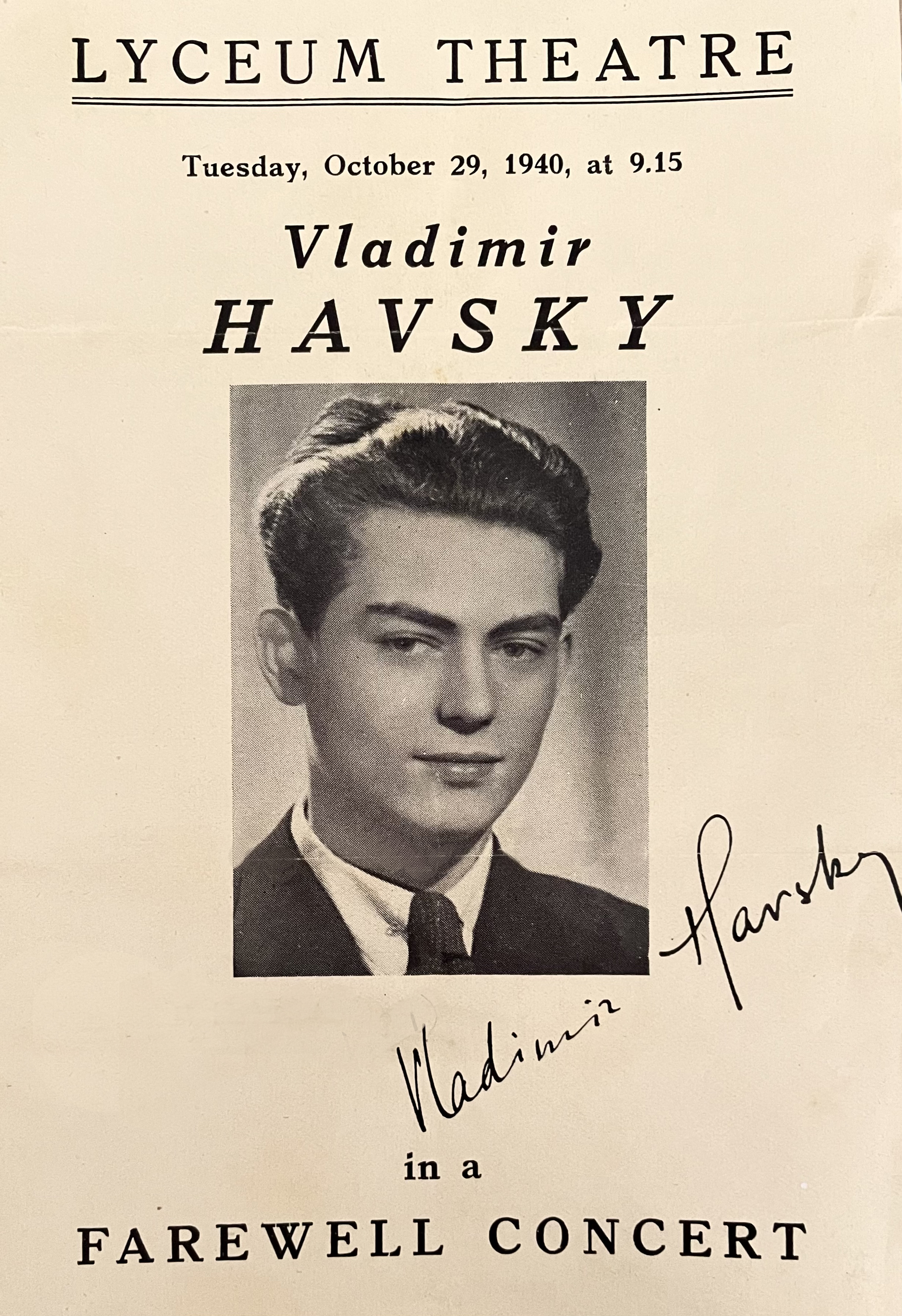
Vladimir Havsky, Abschiedskonzert 29. Oktober 1940 im Lyceum Theater

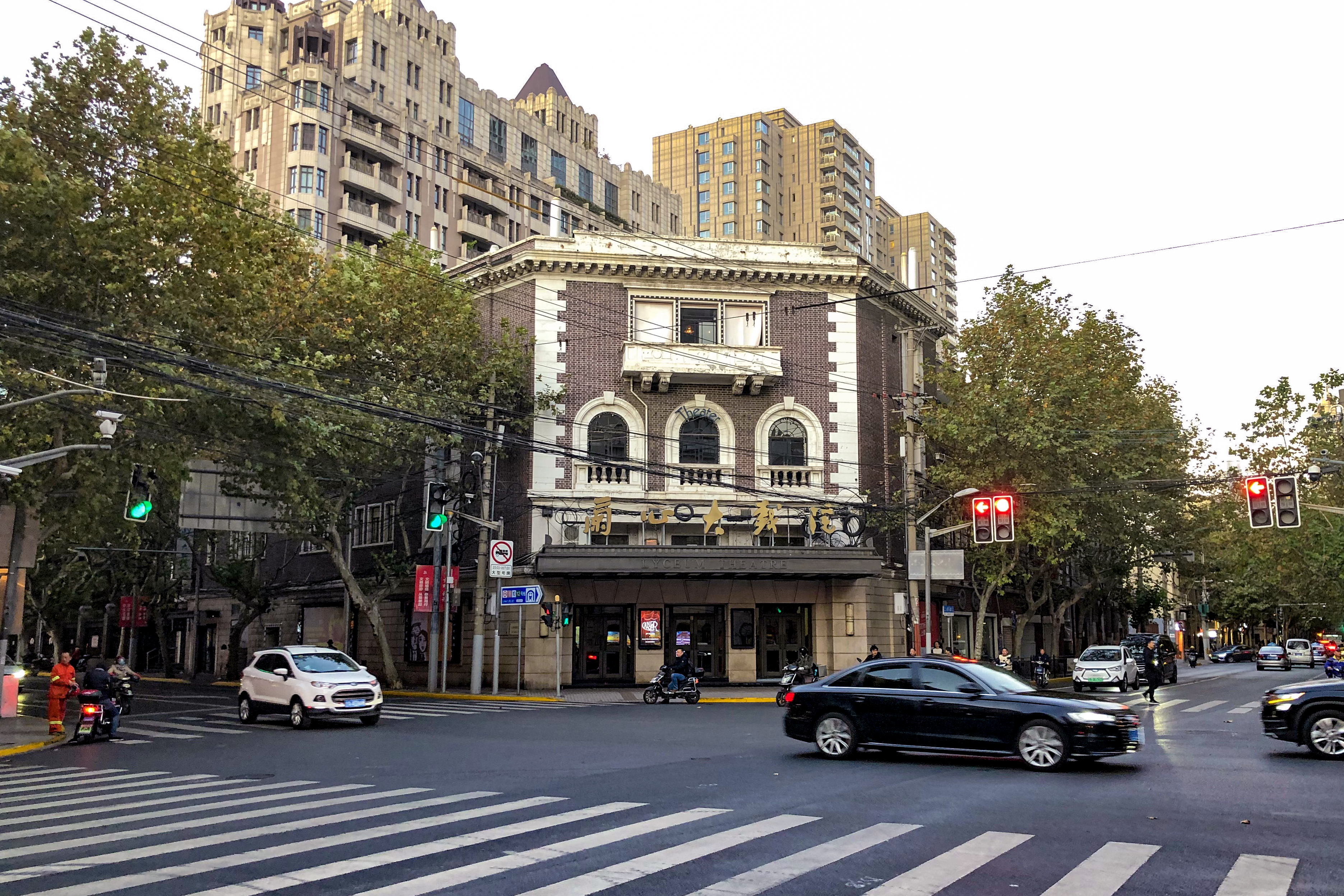
Lyceum Theatre, Shanghai (2019)

Vladimir Havsky (* 16. Februar 1923 in Sui-fen-ho; † 12. Oktober 2009 in Montrose im Bundesstaat New York) war ein russisch-chinesischer Pianist mit amerikanischer Staatsbürgerschaft.

## Leben
Vladimir Havsky wurde 1923 in Sui-fen-ho, in der autonomen Provinz Mandschurei geboren. Sein Vater Sergei Havsky (1903–1985), ein versierter Pianist, war gebürtig aus Tiflia, emigrierte von Petrograd, wo er an einer aristokratischen Musikschule studiert hatte, in der Zeit der Russische Revolution nach Sibirien. Dort traf er auf Vladimirs Mutter Maria (1904–1978), später Mary genannt, die aus Nikolsk-Ussurijski stammte.
1926 zog die Familie nach Peking, drei Jahre später nach Hankow. 1934 wurde Vladimir Havsky auf die „Thomas Hanbury School for Boys“ in Shanghai geschickt, die Eltern zogen alsbald nach. In Shanghai wurde Havsky Student des Pianisten Boris Zakharoff (1888–1943). Sein Debütkonzert, Beethovens Piano Konzert No. 3, fand am 7. Februar 1937 mit dem Shanghai Municipal Orchestra (SMO), ab 1942 Shanghai Symphony Orchestra genannt, statt.
Im Winter 1940 kam Havsky, nach zahlreichen Auftritten unter anderen im Lyceum Theater von Shanghai, in die Vereinigten Staaten, um sein Studium bei Rudolf Serkin und Nadia Boulanger fortzusetzen. Die „Musical America“ schrieb im Februar 1950: „Vladimir Havsky, eine Entdeckung von Sergei Rachmaninoff (der russische Meister war für sein Studium bei Rudolf Serkin verantwortlich), kam aus China in dieses Land, wo er schon als Teenager viele Konzerte gab. Miss (Berenece) Kazounoff übernahm ihn nach seinem erfolgreichen Town Hall-Konzert im letzten Jahr unter ihre Leitung.“ Seit der Ankunft in den USA hatte Havsky Konzertverpflichtungen in verschiedenen Teilen Virginias wahrgenommen, darunter auch ein Auftritt als Solist mit dem Richmond Symphony Orchestra.
Nachdem er während des Zweiten Weltkriegs in der US-Armee gedient hatte, nahm er die amerikanische Staatsbürgerschaft an. 1953 erhielt Havsky den vierten Preis des Internationalen Klavierwettbewerbs der „Ferruccio Busoni - Gustav Mahler Stiftung“, welcher in Bozen, Italien stattfand. 1955 heiratete Havsky Audrey Adams, der Sohn David wurde geboren.
Zu seinen lebenslangen Arbeiten als Konzertpianist gehörten zwanzig Jahre lang die Leitung der „Ossining Chor- und Orchestergesellschaft“, die Lehrtätigkeit von 1978 bis 1983 an der musikalischen Fakultät des Bennington College und die Tätigkeit als Musikdirektor an der Christ Church in Short Hills, New Jersey. Vladimir Havsky, zuletzt wohnhaft in der Kleinstadt Ossining im Bundesstaat New York, starb im Oktober 2009 im Veteranenheim in Montrose.

## Konzerte (Auswahl)
- Februar 1937: Beethovens 3. Klavierkonzert Vladimir Havskys Debütkonzert mit dem Shanghai Municipal Orchestra
- Mai 1938: 29. Sinfonie, Shanghai Municipal Orchestra, Dirigent Arrigo Foa, Klavier Vladimir Havsky
- Mai 1938: Camille Saint-Saëns 2. Klavierkonzert
- November 1938: Konzert für zwei Klaviere, Klavierduo Boris Zakharoff und Vladimir Havsky
- Januar 1939: 15. Sinfonie, Shanghai Municipal Orchestra, Dirigent Arrigo Foa, Klavier Vladimir Havsky
- Januar 1939: Rachmaninows 2. Klavierkonzert
- November 1939: Klavierkonzert, Vladimir Havsky
- Mai 1940: Klavierkonzert, Vladimir Havsky
- Januar 1940: Konzert für zwei Klaviere, Klavierduo Boris Zakharoff und Vladimir Havsky
- Oktober 1940: Vladimir Havsky Abschiedskonzert in Shanghai. Er begann das Konzert mit Chopins 2. Klavierkonzert und beendete es mit Rachmaninows 2. Klavierkonzert, dazwischen gab es eine Handvoll Solowerke.
- November 1940: 14. Klavierkonzert, Shanghai Municipal Orchestra, Dirigent Mario Paci, Solist Vladimir Havsky
- April 1949: gab der nun 26-jährige Pianist Vladimir Havsky sein erstes New Yorker Konzert in der Town Hall.[7]
- Februar 1955: Klavierkonzert, Town Hall, New York[8]
- 1982: Sonate D-Dur für Flöte und Klavier, op. 94 von Sergei Prokofieff, der Ort ist der Annonce nicht zu entnehmen[9]

## Diskografie
- Soundscape For Piano, am Klavier Vladimir Havsky. Laut dem Komponisten Edwin London (1911–1995) wurde Soundscape for Piano 1964 vom Converse College im Rahmen der Feierlichkeiten zu seinem 75. Jubiläum in Auftrag gegeben.[10][11]